# Merel van Dongen
Merel Didi van Dongen (Amsterdam, 11 februari 1993) is een Nederlands voetbalster. In 2020 verruilde ze Real Betis voor Atlético Madrid. In 2024 stapte ze over naar de club Monterrey in Mexico. Op 16 juli 2025 haar laatste professionele wedstrijd. 

## Clubcarrière

### Jeugd
Van Dongen begon te voetballen bij het Amsterdamse SC Buitenveldert, waar ze van 1998 tot 2007 speelde. In 2007 maakte ze de overstap naar RKSV Pancratius uit Badhoevedorp waar ze drie seizoenen in de jongenscompetitie speelde. 
Tot haar veertiende combineerde Van Dongen het voetballen met ̪basketballen. Ook daar speelde ze in de jongenscompetitie, bij de Amsterdamse basketballvereniging Mosquitos en in de jeugdselecties van de NBB. In 2005 werd ze met Mosquitos Nederlands kampioen met de jongens onder 13 en in 2006 met de jongens onder 14.

### Senioren
Na een seizoen bij Ter Leede uit Sassenheim debuteerde ze op 9 september 2011 in de eredivisie voor 2011-2012 voor ADO Den Haag. Daarna vertrok ze voor 2,5 jaar naar Tuscaloosa, Alabama, VS, waar ze uitkwam voor het universiteitsteam. Daar werd ze herenigd met oud-ploeggenoot Pia Rijsdijk.
In januari 2015 kwam Van Dongen terug in Nederland en speelde tot het seizoen 2017/2018 voor AFC Ajax, Amsterdam. In 2018 wordt ze met de Ajax-vrouwen landskampioen en gaat ze, samen met haar partner Ana Romero, naar Real Betis Féminas. Op 3 juli 2020 maakte Atlético Madrid bekend dat van Dongen de overstap naar hun club zou maken. Daar belandde ze na drie seizoenen op een zijspoor en vertrok ze halverwege de competitie 2023/2024 op huurbasis naar het Mexicaanse CF Monterrey Femenil. 

## Nederlands elftal
Van Dongen maakte vanaf haar twaalfde deel uit van de KNVB-selectieteams (33 caps). Na herstel van een kruisbandblessure sloot ze in de zomer van 2013 weer aan bij het Nederlands elftal, dat in voorbereiding is voor het EK in Zweden. Zij maakte onderdeel uit van de selectie die naar het EK afreist, maar speelde daar uiteindelijk niet. Op 7 februari 2015 maakte ze haar officiële debuut in het A-elftal in de wedstrijd tegen Thailand, die met 7-0 werd gewonnen.
In 2017 was zij, tot haar eigen grote teleurstelling, eerste reserve voor het EK in Nederland.
| Interlandgoals | Interlandgoals | Interlandgoals                       | Interlandgoals | Interlandgoals | Interlandgoals | Interlandgoals    |
| -------------- | -------------- | ------------------------------------ | -------------- | -------------- | -------------- | ----------------- |
|                |                |                                      |                |                |                |                   |
| Goal           | Datum          | Locatie                              | Tegenstander   | Score          | Uitslag        | Competitie        |
| 1.             | 20 mei 2015    | Sparta Stadion, Rotterdam, Nederland | Estland        | 3–0            | 7–0            | Vriendschappelijk |

## Erelijst
Mosquitos
- Nederlands Kampioen basketbal Jongens onder 13, 2005

Mosquitos
- Nederlands Kampioen basketbal Jongens onder 14, 2006

ADO Den Haag
- Landskampioen:

2011/12
- KNVB beker:

2011/12
Universiteit van Alabama
- SEC Freshman of the year, 2012

AFC Ajax
- Landskampioen:

2016/17
- KNVB beker:

2016/17
- Landskampioen:

2017/18
- KNVB beker:

2017/18
Nederlands Elftal
- Algarve Cup:

2018
- Wereldkampioenschap voetbal vrouwen:

2019 Finalist, tweede plaats

## Statistieken
| Seizoen         | Club            | Land            | Competitie       | Competitie | Competitie | Beker | Beker | Internationaal | Internationaal | Totaal | Totaal |
|                 |                 |                 |                  | Wed.       | Dlp.       | Wed.  | Dlp.  | Wed            | Dlp.           | Wed.   | Dlp.   |
| --------------- | --------------- | --------------- | ---------------- | ---------- | ---------- | ----- | ----- | -------------- | -------------- | ------ | ------ |
| 2011/12         | ADO Den Haag    | Nederland       | Eredivisie       | 10         | 2          | -     | -     | -              | -              | 10     | 2      |
| 2014/15         | AFC Ajax        | Nederland       | Eredivisie       | 10         | 0          | -     | -     | -              | -              | 10     | 0      |
| 2015/16         | AFC Ajax        | Nederland       | Eredivisie       | 21         | 3          | -     | -     | -              | -              | 21     | 3      |
| 2016/17         | AFC Ajax        | Nederland       | Eredivisie       | 18         | 3          | -     | -     | -              | -              | 18     | 3      |
| 2017/18         | AFC Ajax        | Nederland       | Eredivisie       | 22         | 3          | -     | -     | 4              | 2              | 26     | 5      |
| 2018/19         | Real Betis      | Spanje          | Primera División | 26         | 3          | 1     | 0     | -              | -              | 27     | 3      |
| 2019/20         | Real Betis      | Spanje          | Primera División | 20         | 2          | 2     | 0     | 1              | 0              | 23     | 2      |
| 2020/21         | Atlético Madrid | Spanje          | Primera División | 31         | 4          | 3     | 1     | 4              | 0              | 38     | 5      |
| 2021/22         | Atlético Madrid | Spanje          | Primera División | 25         | 2          | 3     | 0     | -              | -              | 28     | 2      |
| 2022/23         | Atlético Madrid | Spanje          | Primera División | 17         |            |       |       | -              | -              |        | 1      |
| Carrière totaal | Carrière totaal | Carrière totaal | Carrière totaal  | 183        | 22         | 9     | 1     | 9              | 2              | 201    | 25     |

Bijgewerkt op 8 mei 2022

## Persoonlijk
In 2017 opende Merel samen met haar tweelingzus Sanne en hun oudere zus Tessel (beiden basketballers), de Koningsspelen. Ze is geboren in Amsterdam-Zuid, groeide op in Amsterdam Nieuw-West, en zat in Amsterdam-Zuid op school. Zij heeft psychologie gestudeerd aan de Universiteit van Alabama, Verenigde Staten, en heeft daar summa cum laude haar Bachelor of Arts behaald.
Van Dongen is getrouwd met voetbalster Ana Romero, met wie ze een kind heeft.